# Високотел бибан
Високотелият бибан (Gymnocephalus baloni) е вид лъчеперка от семейство Percidae.

## Разпространение
Видът е разпространен в Австрия, Босна и Херцеговина, България, Германия, Молдова, Румъния, Словакия, Словения, Сърбия, Украйна, Унгария и Хърватия.